# Oculophryxus bicaulis
Oculophryxus bicaulis är en kräftdjursart som beskrevs av Oakley Shields och Gómez-Gutiérrez 1996. Oculophryxus bicaulis ingår i släktet Oculophryxus och familjen Dajidae. Inga underarter finns listade i Catalogue of Life.